# Twin Mirror
Twin Mirror es un juego de aventuras por episodios desarrollado por Dontnod Entertainment, desarrolladores de Life Is Strange, y publicado por Bandai Namco que salió a la venta en 2020 para las plataformas Microsoft Windows, Xbox One y PlayStation 4.

## Gameplay
Twin Mirror es un juego de aventuras en tercera persona donde el jugador controla a un periodista llamado Sam, quién acaba de volver a su ciudad natal de Basswood, en Virginia Occidental. Sam vuelve a Basswood para asistir al funeral de su mejor amigo, mostrándose deprimido y desolado mientras interactúa con otros antiguos amigos de la infancia. Pero las cosas se complican cuando Sam se despierta la mañana siguiente en su habitación del hotel, con una camisa llena de sangre y ningún recuerdo de la noche anterior, es el turno de Sam para investigar y resolver el misterio, buceando en sus recuerdos e interactuando con los habitantes de Basswood. El jugador tomará el control de la historia con sus decisiones, por lo que existen varios finales en funcción del desarrollo de la investigación, así cómo navegará entre el mundo real y el "Palacio de los Recuerdos" de Sam para descubrir nuevas pistas en su búsqueda. La voz interior de Sam, el Doble, puede ayudar o dañar la investigación.

## Desarrollo
En asociación con el editor Bandai Namco, Dontnod Entertainment comenzó a desarrollar Twin Mirror en el año 2016 con un equipo separado de desarrolladores senior. La decisión de situarla en una ficticia ciudad estadounidense fue para añadirle atractivo.

## Lanzamiento
Twin Mirror se anunció con un tráiler de debut en junio del 2018, programando su lanzamiento para el 2019. Posteriormente se anunció que el juego sería lanzado en tres episodios, siendo el primero de ellos Perdido al Llegar (Lost on Arrival). En junio de 2019 fue retrasado para 2020.